# Litwa (województwo warmińsko-mazurskie)
Litwa (niem. Lettau) – opuszczona wieś w Polsce położona w województwie warmińsko-mazurskim, w powiecie ostródzkim, w gminie Miłakowo. Miejscowość leży w historycznym regionie Prus Górnych.
Wieś wzmiankowana w dokumentach z roku 1402 i 1408, jako dwór szlachecki na 10 włókach. Pierwotna nazwa brzmiała Littauen i najprawdopodobniej wywodzi się osiadłych tu Litwinów. W roku 1782 we wsi odnotowano sześć domów (dymów), natomiast w 1858 w 7 gospodarstwach domowych było 49 mieszkańców. W latach 1937–39 było 52 mieszkańców. W roku 1973 wieś należała do powiatu morąskiego, gmina Miłakowo, poczta Włodowo.
W latach 1975–1998 miejscowość administracyjnie należała do województwa olsztyńskiego.
W miejscowości brak zabudowy.
Na wschód od wsi znajduje się Jezioro Litewskie.